# Luigi Arienti
Luigi Arienti (ur. 6 stycznia 1937 w Desio, zm. 7 lutego 2024 tamże) – włoski kolarz torowy i szosowy, złoty medalista olimpijski.

## Kariera
Największy sukces w karierze osiągnął w 1960 roku, kiedy wspólnie z Franco Testą, Mario Vallotto i Marino Vigną zdobył złoty medal w drużynowym wyścigu na dochodzenie podczas igrzysk olimpijskich w Rzymie. Był to jedyny medal wywalczony przez Arientiego na międzynarodowej imprezie tej rangi oraz jego jedyny start olimpijski. Pięciokrotnie zdobywał medale torowych mistrzostw kraju, jednak nigdy nie zwyciężył. Startował również w wyścigach szosowych, ale nie odnosił większych sukcesów. Nigdy nie zdobył medalu na szosowych ani torowych mistrzostwach świata. Karierę zakończył w 1972 roku.